# Мытько, Игорь Евгеньевич
Игорь Евгеньевич Мытько (род. 23 ноября 1965, Жодино, Минская область) — белорусский и российский писатель, сценарист, редактор.

## Биография
Родился 23 ноября 1965 года в г. Жодино Белорусской ССР.
1983 год — окончил школу и поступил на физический факультет Белорусского государственного университета.
С марта 1987 года начал активно участвовать в деятельности Оргкомитета Дней Физика. Принимал участие в подготовке и проведении III и VI Всесоюзных Дней Физика (ноябрь 1987 года и ноябрь 1992 года, Минск).
1987—1996 гг. — писал юмористические произведения и сценарии для спектаклей Дней Физика, газеты «Знамя юности», журнала «Вожык», команды КВН БГУ, Белорусского КВН, белорусского радио, белорусского и российского телевидения (РТР).
С 1988 по 1992 год в составе Оргкомитета ДФ выезжал с концертами в Москву (МГУ), Долгопрудный (МФТИ), Новосибирск, Днепропетровск, Санкт-Петербург, Екатеринбург, Казань.
В мае 1992 года вместе с Андреем Жвалевским и другими участниками студенческой самодеятельности физфака организовал клуб «Репа». В мае 1993 года в составе клуба «Репа» стал чемпионом Белорусского КВН.
Июнь 1993 года — окончил физический факультет БГУ (специализация — «Теплофизика»).
В 1997 году переехал в Москву.
С 1997 года работал в информационном агентстве «Алгоритм» (корреспондент — специальный корреспондент — зам. главного редактора). Писал статьи на IT-темы в «Эксперт», «Известия», «Русский Фокус», ZDNet.ru, InterNet, Computer Reseller News, Gazeta.ru, «Комсомольскую правду» и в «Энциклопедию развлечений» издательства «Аванта+».
В течение двух лет был главным редактором журнала «Третье тысячелетие» (совместный проект ИА «Алгоритм» и компании «Формоза»).
В 2001 году вместе с Андреем Жвалевским написал сборник юмористических миниатюр «Кусочки».
В конце ноября 2002 года вышел «Порри Гаттер и Каменный Философ».
В конце мая 2003 года вышло «Личное дело Мергионы» (Порри Гаттер 2).
В конце марта 2004 года вышли «9 подвигов Сена Аесли (подвиги 1-4)» (Порри Гаттер 3.1).
В начале марта 2005 года вышла завершающая книга цикла «Порри Гаттер» — «9 подвигов Сена Аесли (подвиги 5-9)» (Порри Гаттер 3.2).
В 2003—2004 годах работал редактором в общественно-политических проектах (Фонд Эффективной Политики).
2006 год — вышел иронический роман ужасов «Здесь вам не причинят никакого вреда», удостоенный национальной детской литературной премии «Заветная мечта» («Самое смешное произведение») и литературной премии конвента РосКон «Алиса» («Лучшая фантастическая книга для детей и юношества»). Продолжение «Сестрички и другие чудовища» вышло в 2013 году.
В 2005 году совместно с Андреем Жвалевским сценарист сериала «Дедушка моей мечты», в 2006 году — сериала «Солдаты».
В 2007 году возглавил редакцию сайта Российского нового университета (РосНОУ), в 2008 году — Лигу КВН РосНОУ.
Автор-составитель сборников рассказов «Мешок историй И. М.» (первый сборник серии — «Страшные истории о зеркалах» — вышел в 2011 году в издательстве «Время»).
В 2011 году вошёл в Экспертный совет Всероссийского конкурса на лучшее литературное произведение для детей и юношества «Книгуру».
В настоящее время: руководитель департамента по связям с общественностью РосНОУ, выпускающий редактор бюллетеня «Просвещение» и журнала «Естественные науки», куратор Лиги КВН РосНОУ.

## Фильмография (сценарист)
- 2006 — Солдаты-10
- 2007 — Солдаты-11
- 2007 — Солдаты-12
- 2007 — Солдаты-13
- 2008 — Солдаты-14
- 2008 — Смальков. Двойной шантаж

## Почётные звания
- Лорд ДФ